# Пајц
Пајц или Пицњо (њем. Peitz, длсрп. Picnjo) град је у њемачкој савезној држави Бранденбург. Једно је од 30 општинских средишта округа Шпре-Најсе. Према процјени из 2010. у граду је живјело 4.792 становника. Посједује регионалну шифру (AGS) 12071304.

## Географски и демографски подаци
Пајц или Пицњо се налази у савезној држави Бранденбург у округу Шпре-Најсе. Град се налази на надморској висини од 61 метра. Површина општине износи 13,4 km². У самом граду је, према процјени из 2010. године, живјело 4.792 становника. Просјечна густина становништва износи 358 становника/km².

## Међународна сарадња
| Мјесто | Држава | Врста сарадње | Од    |
| ------ | ------ | ------------- | ----- |
|        | Пољска | пријатељство  | 1994. |
| Извор  |        |               |       |